# Bosch (isola)
Bosch, è stata un'isola delle Isole Frisone Occidentali. Localizzata nel Mare dei Wadden, era situata al largo della costa dell'attuale provincia di Groninga nei Paesi Bassi, tra le isole di  Schiermonnikoog e Rottumeroog.
Tra il 1400 e il 1570, l'isola di Monnikenlangenoog si divise in due isole Rottumeroog e Bosch. Rottumeroog esiste ancora oggi mentre Bosch fu spazzata via dall'inondazione di Natale del 1717.